# Louis Bouchard
Pour les articles homonymes, voir Bouchard.
Louis Bouchard, de son vrai nom Lucien Bouchard, né le 19 janvier 1884 dans le 10e arrondissement de Paris et mort le 14 novembre 1963  à Saint-Hilaire-Saint-Florent, est un coureur de fond français courant sous statut professionnel.

## Palmarès
- Challenge Ayçaguer 1905 et 1906
- Multi-détenteur du record de France du 10 000 mètres, le dernier, en octobre 1905, dans le temps de 33 min 14 s 8.